# Бочкарьов Юрій Георгійович
Юрій Георгійович Бочкарьо́в (рос. Юрий Георгиевич Бочкарёв; 2 вересня 1938, Петропавловськ-Камчатський, РРФСР, СРСР — 21 червня 2011, Запоріжжя, Україна) — український державний діяч, генеральний директор ВАТ «Дніпроенерго», заслужений енергетик України, почесний громадянин міста Запоріжжя, міністр енергетики і електрифікації України та Міністр енергетики України в 1996—1997.

## Життєпис
Народився 2 вересня 1938 в Петропавловьку-Камчатському в родині кадрового військового Георгія Пилиповича Бочкарьова та його дружини Марії Михайлівни. Ріс в Білорусі та Криму, у 1956 році закінчив Феодосійську середню школу № 2. У 1952 році вступив до комсомолу.
З жовтня 1956 року працював різноробом, а з лютого по серпень 1957 року — токарем на Феодосійському механічному заводі.
У вересні 1957 — липні 1962 року навчався на енергетичному факультеті Львівського політехнічного інституту, де познайомився з майбутньою дружиною — Маргаритою Євгенівною. Здобув спеціальність інженера-електрика.
У 1962 переїхав до Запоріжжя, на батьківщину дружини.
З липня 1962 — майстер з експлуатації електричних мереж, з травня 1963 — стажер чергового інженера, черговий інженер, з серпня 1963 — головний інженер Запорізького підприємства міських електромереж, з вересня 1964 — інженер виробничої служби, з вересня 1965 — начальник служби ремонтів, з квітня 1972 року — начальник служби експлуатації, головний інженер Запорізького підприємства міських електромереж «Запоріжміськсвітло».
Член КПРС з 1968 по 1991 рік.
З січня 1973 по червень 1981 року — директор Запорізького підприємства міських електромереж «Запоріжміськсвітло».
25 червня 1981 — 8 грудня 1988 року — заступник, 8 грудня 1988 — 2 квітня 1990 року — 1-й заступник голови виконавчого комітету Запорізької міської ради народних депутатів.
2 квітня 1990 — 14 січня 1991 року — голова виконавчого комітету Запорізької міської ради народних депутатів. 14 січня 1991 — 28 квітня 1992 року — голова Запорізької міської ради народних депутатів і голова виконавчого комітету Запорізької міської ради народних депутатів.
17 квітня — 10 листопада 1992 року — 1-й заступник представника Президента України в Запорізькій області.
З 10 листопада 1992 по 6 серпня 1994 року — представник Президента України (Леоніда Кравчука) в Запорізькій області.
З жовтня 1994 року — 1-й заступник генерального директора ВЕО «Дніпроенерго». З листопада 1995 по липень 1996 року — заступник голови правління АТ «Дніпроенерго».
З 12 липня 1996 по 6 травня 1997 — міністр енергетики і електрифікації України у першому та другому уряді Павла Лазоренко. З 6 травня 1997 року по 25 липня 1997 року — міністр енергетики України.
У липні 1997 — січні 1998 року — у резерві Кабінету Міністрів України. Представник компанії «Дніпроенерго» при Міністерстві енергетики України. У січні — липні 1998 року — радник з питань енергетики 1-го віце-прем'єр-міністра України (В. Куратченка). У 1998 балотувався в народні депутати України самовисуванцем по одномандатному округу № 75, але посів третє місце поступившись переможцю — Олексію Бабуріну.
у 1998—2000 роках — радник президента Фінансово-промислової групи «Атика». З квітня 2000 року — член правління, директор з питань зовнішніх зв'язків, зв'язків з громадськістю та соціальних питань, з серпня 2002 року — директор з капітального будівництва ВАТ «Дніпроенерго». З лютого 2005 року — генеральний директор ВАТ «Дніпроенерго». З листопада 2007 по квітень 2010 — голова правління ВАТ «Дніпроенерго». З квітня 2010 — член наглядової ради ВАТ «Дніпроенерго».
Був радником президента НАК «Енергетична компанія України». У 2007 — очолив Раду оптового ринку електроенергії, до складу якого він обирався щороку з 2005.
Був членом правління Запорізької обласної федерації роботодавців та Запорізького обласного союзу промисловців і підприємців «Потенціал».
Помер в Запоріжжі 21 червня 2011 на 73-му році життя.

## Родина
Дружина — Маргарита Євгенівна, дочка — Олександра, отримала спеціальність психолога в Харківському університеті, внучка — Олександра Сидорова стала майстром спорту України та їх пара з Владиславом Долею стала чемпіонами світу та Європи зі спортивних танців, багаторазовими чемпіонами України, фіналістами відкритих чемпіонатів Австрії, Німеччини, Італії, Словенії, Великої Британії.

## Відзнаки
- орден «За заслуги» ІІІ ступеня (16.01.2009)[7]
- медаль «За доблесну працю» (1970)
- медаль «Ветеран праці» (1983)
- «Ветеран енергетики Росії» (1996)
- «Заслужений енергетик України» (2001)[8]
- нагрудний Золотий знак ВАТ «Дніпроенерго» (2008)
- відзнака «За заслуги перед Запорізьким краєм» I ступеня (2008)
- відзнаку «Почесний енергетик України» (2008)
- «Почесний громадянин Запоріжжя» (рішення Запорізької міської ради № 13 від 31 січня 2003 року)
- Державний службовець першого рангу (1994)[9];

## Пам'ять

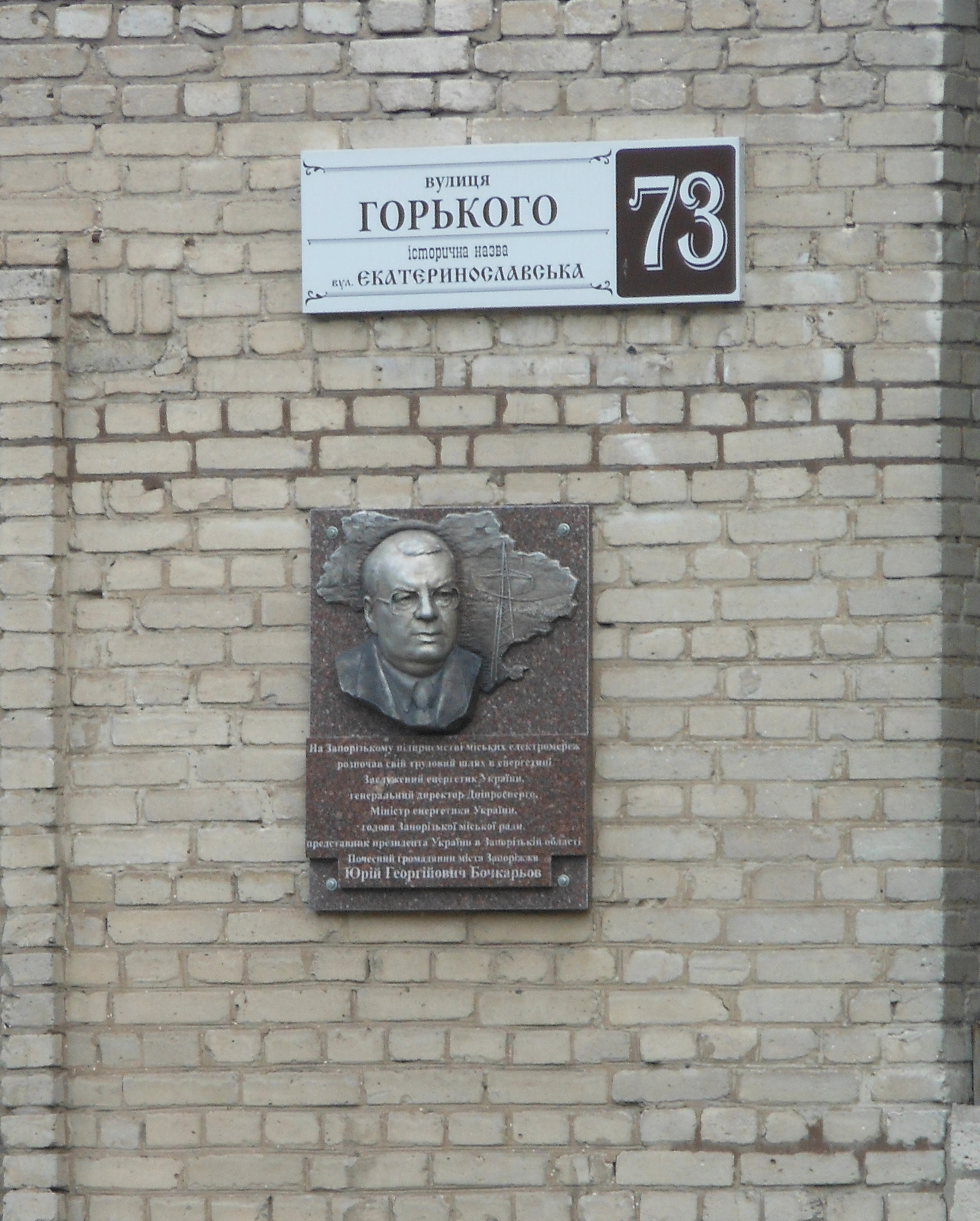

В місті Запоріжжі на будинку № 73 по вулиці Поштовій встановлена меморіальна дошка Бочкарьову Ю. Г.
У 2009 році про Юрія Бочкарьова вийшла книга «Живи добром» київського письменника Миколи Гриценка. В тому ж році вийшов фільм «Юрій Бочкарьов. Параметри долі», сценарій до якого написала заслужений журналіст України Олена Ракіна.